# 北海道山岳ガイド協会
北海道山岳ガイド協会（ほっかいどうさんがくガイドきょうかい）は、北海道札幌市に本部を置く、山岳ガイド・自然ガイドなどを養成する団体である。略称はHMGA。

## 略歴
1993年、有志19名により発足する。北海道各地で活動する登山のエキスパートを中心にして、カヌー、熱気球のインストラクターなども加え、自然環境に恵まれた北海道ならではの組織として新しいサービス産業の確立を目指す。
その後、同様の目的を持つ全国組織、日本山岳ガイド連盟に加盟。2003年には同連盟が社団法人格を取得し、公益法人格による全国統一基準のガイド資格を発行するに至り、本協会は全国基準の北海道唯一の有資格ガイド職業集団としての立場を確立する。

## 概要
- 所在地
  - 〒060-0062 北海道札幌市中央区南2条西6丁目 一閤ビル2階

## 役員
- 会長：石川 裕司（北海道の山岳ガイド ドルジェ）
- 副会長：塩谷 秀和（大雪山ネイチャーガイド）
- 理事長：宮下 岳夫（アルパインガイド　宮下岳夫）
- 副理事長：大橋 政樹（マウンテック・大橋）
- 理事：酒井 和則（北海道トレッキングサービス）
- 理事：奈良 亘（GUIDE OFFICE NARA)
- 理事：辻野 治子（ノースランド）
- 理事：阿部 夕香（札幌山岳ガイドセンター）
- 理事：立本 明広（ガイドオフィス ノルテ）
- 理事：石黒 淳（雪月風花）
- 理事：金村 孔介（NPO法人どんころ野外学校）
- 理事：古市 竜太（マウンテンガイド コヨーテ）
- 理事：塚原 聡（北海道バックカントリーガイズ）
- 理事：渡辺 敏哉（利尻自然ガイドサービス）
- 理事：佐々木 大輔（GUIDE BANKEI）
- 理事：青木 倫子（マウンテン フロー）
- 理事：今井 晋（マウンテンガイドイマイ）
- 監事：栃内譲（mountain Guide JO）